# Luis Fernando Navarro Jiménez
Luis Fernando Navarro Jiménez (Chía, Cundinamarca; 4 de noviembre de 1960) es un oficial general del arma de Infantería del Ejército Nacional de Colombia. Actualmente es secretario de gobierno de cundinamarca. 
El 10 de diciembre de 2018 fue designado por el presidente Iván Duque Márquez como comandante general de las Fuerzas Militares de Colombia y el 6 de noviembre de 2019 como Ministro de Defensa encargado hasta la elección de Carlos Holmes Trujillo en esa cartera y a quien posteriormente reemplazó por su fallecimiento a causa del COVID-19, desde el 26 de enero de 2021.
El General Luis Fernando Navarro Jiménez nació el 4 de noviembre de 1960 en el municipio de Chía, Cundinamarca, en el hogar conformado por Luis Ernesto Navarro Moreno y Elismely Jiménez de Navarro. Se graduó como bachiller académico en el colegio departamental José Joaquín Casas. Ingresó en enero de 1980 a la Escuela Militar de Cadetes General José María Córdova, donde obtuvo el título de Ciencias Militares, y se graduó como subteniente del Arma de Infantería el 1 de diciembre de 1982. El 6 de noviembre de 2019 fue designado Ministro de Defensa (e) después de la renuncia del ministro Guillermo Botero Nieto.

## Estudios
Durante el transcurso de su carrera militar, ha realizado los cursos de formación para ascender a los diferentes grados y de especialización así: Paracaidismo, Jefe de Salto, Lancero y Comando Especial Terrestre. Es Diplomado en Estado Mayor; adelantó el programa en Alta Dirección Empresarial, en la Escuela de Negocios, Universidad de La Sabana; diplomado en Administración de Negocios, Universidad Católica de Chile; diplomado en Estrategia, Innovación y Prospectiva, Universidad Externado de Colombia, y es magíster en Seguridad y Defensa Nacional. Así mismo, es profesor militar en Ciencias Militares y en Estrategia, también ha sido conferencista invitado en varias instituciones, como el Colegio de Guerra de Francia, la Escuela de Guerra de España y ha participado en conferencias como panelista en el marco de la cooperación hemisférica con el Comando Sur y el Comando del Pacífico de Estados Unidos.

## Mandos
Su carrera militar la ha cumplido en unidades de combate de infantería y de formación de capacitación de oficiales y suboficiales del Ejército, entre las que se destacan: Segundo comandante del Batallón de Infantería N° 35 Héroes del Güepí, Inspector de estudios y Segundo Comandante de la Escuela de Infantería, Comandante del Batallón de Infantería Aerotransportado N° 28 Colombia, Comandante del Batallón de Cadetes N° 3, Vicerrector académico de la Escuela Militar de Cadetes y profesor de la Escuela Superior de Guerra.

## Condecoraciones
- Medalla Servicios Distinguidos, en la categoría Gran Oficial, por el Ministerio de Defensa Nacional.
- Orden de Boyacá, en el grado de Gran Oficial.
- Orden al Mérito Militar Antonio Nariño, en la categoría de Gran Oficial.
- Orden al Mérito Militar General José María Córdova, en la categoría de Gran Oficial.
- Medalla de Servicios Distinguidos en Orden Público, cuatro veces.
- Medalla Fe en la Causa.
- Medalla Batalla de Ayacucho.
- Medalla de Servicios Distinguidos de las Fuerzas Militares.
- Medalla Militar Campaña del Sur.
- Medalla Servicios distinguidos para las Operaciones Especiales.
- Medalla del Comando de Operaciones Especiales de los Estados Unidos.[3]